# Pink Freud
Pink Freud (Пинк Фройд) — польский джазовый коллектив из Гданьска. Стиль группы представляет собой смесь джаза, электронной музыки (транс, drum’n'bass), фольклора и некоторых других жанров — так называемый yass.

## Дискография
Студийные альбомы
- 2001 — Zawijasy
- 2003 — Sorry Music Polska
- 2005 — Jazz Fajny Jest (Remix / Live Album)
- 2007 — Punk Freud
- 2010 — Monster of Jazz
- 2012 — Horse & Power
- 2016 — Pink Freud Plays Autechre
- 2020 — piano forte brutto netto

Концертные альбомы
- 2002 — Live in Jazzgot
- 2008 — Alchemia
- 2017 — Punkfreud Army